# Dyskografia Nickelback
Dyskografia Nickelback zawierająca albumy studyjne, single, teledyski, soundtracki, kompilacje oraz inne projekty muzyczne.
Nickelback to kanadyjska grupa muzyczna wykonująca muzykę z pogranicza rocka i hard rocka, jest zaliczana wraz z takimi zespołami jaki 3 Doors Down, Puddle of Mudd, Finger Eleven czy Daughtry do reprezentowania nurtu post grunge. Zespół został założony w 1995 roku w małym miasteczku Hanna w prowincji Alberta w Kanadzie przez wokalistę i gitarzystę Chada Kroegera, jego brata Mike Kroegera, ich kuzyna, perkusistę Brandona Kroegera oraz gitarzystę Ryana Peake. 
Dyskografia zawiera szczegółowe dane dotyczące wszystkich oficjalnych wydawnictw rockowej kanadyjskiej grupy Nickelback. Przez blisko ponad 15 lat aktywnej działalności muzycznej, grupa jak do tej pory nagrała 6 albumów studyjnych, z czego 5 zdobyło statusy złotych płyt oraz platynowych. Największym sukcesem cieszyły się krążki Silver Side Up z 2001 roku, oraz All the Right Reasons z 2005 roku. Pierwszy z nich sprzedał się w ponad 10-milionowym nakładzie na całym świecie, a utwór How You Remind Me stał się największym i najbardziej rozpoznawalnym hitem kanadyjskiej formacji. Był także najczęściej granym utworem w stacjach radiowych na całym świecie w 2002 roku. Drugi z albumów także osiągnął nakład przekraczający sprzedaż 10 milionów kopii, a takie utwory jak Photograph czy Rockstar dotarły na szczyty list przebojów w wielu krajach. Szacuje się, iż łączna sprzedaż albumów grupy wynosi ponad 31 milionów kopii, z czego w samych Stanach Zjednoczonych grupa sprzedała 19 milionów płyt Grupa jak do tej pory wydała także dwa albumy koncertowe w formacie DVD, z czego pierwszy z nich Live at Home zdobył status złotej oraz platynowej płyty, zaś drugi Live from Sturgis 2006 status złotej płyty. Dyskografia zawiera także wszystkie oficjalne single wydane przez zespół, oraz ich pozycje w wielu krajach świata. Zespół w roku 2007 został wprowadzony do Canada's Walk of Fame.
Ponadto w dyskografii znajdują się także spisy wszystkich oficjalnych teledysków grupy, oraz lista utworów zespołu zamieszczonych na soundtrackach do filmów i seriali.

## Albumy

### Albumy studyjne
| Rok  | Dane dot. albumu | Najwyższe pozycje na listach | Najwyższe pozycje na listach | Najwyższe pozycje na listach | Najwyższe pozycje na listach | Najwyższe pozycje na listach | Najwyższe pozycje na listach | Najwyższe pozycje na listach | Najwyższe pozycje na listach | Najwyższe pozycje na listach | Najwyższe pozycje na listach | Certyfikaty |
| Rok  | Dane dot. albumu | POL                          | CAN                          | AUS                          | AUT                          | FRA                          | GER                          | NZL                          | SWI                          | UK                           | US                           | Certyfikaty |
| ---- | --- | ---------------------------- | ---------------------------- | ---------------------------- | ---------------------------- | ---------------------------- | ---------------------------- | ---------------------------- | ---------------------------- | ---------------------------- | ---------------------------- | --- |
| 1996 | Curb - Wydany: 1 maja 1996 - Wytwórnia: Roadrunner - Format: CC, CD, LP, digital download                           | –                            | –                            | –                            | –                            | –                            | 79                           | –                            | 72                           | –                            | 182                          | - CAN: złoto |
| 1999 | The State - Wydany: 4 stycznia 1999 - Wytwórnia: Roadrunner (#8586) - Format: CC, CD, LP, digital download          | –                            | –                            | –                            | –                            | –                            | 57                           | –                            | –                            | –                            | 130                          | - CAN: platyna - UK: srebro - US: platyna |
| 2001 | Silver Side Up - Wydany: 11 września 2001 - Wytwórnia: Roadrunner (#8485) - Format: CC, CD, LP, digital download    | –                            | 1                            | 5                            | 1                            | 15                           | 4                            | 1                            | 4                            | 1                            | 2                            | - AUS: 2× platyna - AUT: platyna - CAN: 8× platyna - FRA: 2× platyna - GER: platyna - NZL: złoto - SWI: platyna - UK: 3× platyna - US: 6× platyna |
| 2003 | The Long Road - Wydany: 23 września 2003 - Wytwórnia: Roadrunner (#8400) - Format: CC, CD, LP, digital download     | –                            | 1                            | 4                            | 4                            | 39                           | 4                            | 3                            | 4                            | 5                            | 6                            | - AUS: 3× platyna - AUT: złoto - CAN: 5× platyna - GER: złoto - NZL: złoto - UK: platyna - US: 3× platyna                                         |
| 2005 | All the Right Reasons - Wydany: 4 listopada 2005 - Wytwórnia: Roadrunner (#8300) - Format: CD, LP, digital download | –                            | 1                            | 2                            | 7                            | 67                           | 4                            | 1                            | 4                            | 2                            | 1                            | - AUS: 4× platyna - AUT: złoto - CAN: 7× platyna - GER: 3× złoto - NZL: 4× platyna - SWI: platyna - UK: 2× platyna - US: 8× platyna               |
| 2008 | Dark Horse - Wydany: 18 września 2008 - Wytwórnia: Roadrunner (#8028) - Format: CD, LP, digital download            | 42                           | 1                            | 3                            | 5                            | 112                          | 4                            | 3                            | 5                            | 4                            | 2                            | - AUS: 3× platyna - AUT: złoto - CAN: 6× platyna - GER: platyna - NZL: platyna - UK: platyna - US: 3× platyna                                     |
| 2011 | Here and Now - Wydany: 21 listopada 2011 - Wytwórnia: Roadrunner (#8028) - Format: CD, digital download             | 22                           | 1                            | 1                            | 3                            | 77                           | 2                            | 7                            | 2                            | 10                           | 2                            | - AUS: 2× platyna - CAN: 2× platyna - GER: złoto - NZL: złoto - POL: złoto - SWI: złoto - UK: złoto - US: złoto                                   |
| 2014 | No Fixed Address - Wydany: 17 listopada 2014 - Wytwórnia: Republic Records - Format: CD, digital download           |                              |                              |                              |                              |                              |                              |                              |                              |                              |                              | |
| 2017 | Feed the Machine - Wydany: 16 czerwca 2017 - Wytwórnia: BMG - Format: CD, digital download                          |                              |                              |                              |                              |                              |                              |                              |                              |                              |                              | |

### Minialbumy
| Rok  | Dane dot. albumu                                                    |
| ---- | ------------------------------------------------------------------- |
| 1996 | Hesher - Wydany: luty 1996 - Wytwórnia: wydanie własne - Format: CD |

### Kompilacje
| Rok  | Dane dot. albumu                                                                                                   |
| ---- | --- |
| 2002 | Three Sided Coin - Wydany: 11 czerwca 2002 - Wytwórnia: Roadrunner (RRCY-29032) - Format: CD                       |
| 2013 | The Best of Nickelback Volume 1 - Wydany: 4 listopada 2013 - Wytwórnia: Roadrunner - Format: DVD, digital download |

### Albumy wideo
| Rok  | Dane dot. albumu                                                        | Certyfikaty                              |
| ---- | ----------------------------------------------------------------------- | ---------------------------------------- |
| 2002 | Live at Home - Wydany: 29 października 2002 - Format: DVD               | - CAN: 2× platyna - US: złoto            |
| 2003 | The Videos - Wydany: 23 września 2003 - Format: DVD                     | - CAN: platyna - US: platyna             |
| 2005 | Photo Album - Wydany: 4 października 2005 - Format: DVD                 |                                          |
| 2007 | The Ultimate Video Collection - Wydany: 23 listopada 2007 - Format: DVD | - CAN: platyna - US: platyna - UK: złoto |
| 2008 | Live from Sturgis 2006 - Wydany: 1 grudnia 2008 - Format: DVD           | - US: złoto                              |

## Single
| Rok  | Tytuł                        | Najwyższe pozycje na listach | Najwyższe pozycje na listach | Najwyższe pozycje na listach | Najwyższe pozycje na listach | Najwyższe pozycje na listach | Najwyższe pozycje na listach | Najwyższe pozycje na listach | Najwyższe pozycje na listach | Najwyższe pozycje na listach | Najwyższe pozycje na listach | Najwyższe pozycje na listach | Najwyższe pozycje na listach | Certyfikaty                                                                                      | Album                 |
| Rok  | Tytuł                        | POL                          | CAN                          | AUS                          | AUT                          | FRA                          | GER                          | NZL                          | SWI                          | UK                           | US                           | US Main                      | US Adult                     | Certyfikaty                                                                                      | Album                 |
| ---- | ---------------------------- | ---------------------------- | ---------------------------- | ---------------------------- | ---------------------------- | ---------------------------- | ---------------------------- | ---------------------------- | ---------------------------- | ---------------------------- | ---------------------------- | ---------------------------- | ---------------------------- | ------------------------------------------------------------------------------------------------ | --------------------- |
| 1996 | „Fly”                        | –                            | –                            | –                            | –                            | –                            | –                            | –                            | –                            | –                            | –                            | –                            | –                            |                                                                                                  | Curb                  |
| 2000 | „Leader of Men”              | –                            | –                            | –                            | –                            | –                            | –                            | –                            | –                            | –                            | –                            | 8                            | –                            |                                                                                                  | The State             |
| 2000 | „Old Enough”                 | –                            | –                            | –                            | –                            | –                            | –                            | –                            | –                            | –                            | –                            | 24                           | –                            |                                                                                                  | The State             |
| 2000 | „Breathe”                    | –                            | –                            | –                            | –                            | –                            | –                            | –                            | –                            | –                            | –                            | 10                           | –                            |                                                                                                  | The State             |
| 2001 | „Worthy to Say”              | –                            | –                            | –                            | –                            | –                            | –                            | –                            | –                            | –                            | –                            | –                            | –                            |                                                                                                  | The State             |
| 2001 | „How You Remind Me”          | –                            | 1                            | 2                            | 1                            | 11                           | 3                            | 4                            | 3                            | 4                            | 1                            | 1                            | 2                            | - AUS: 2× platyna - AUT: złoto - FRA: srebro - GER: złoto - SWI: złoto - UK: platyna - US: złoto | Silver Side Up        |
| 2002 | „Too Bad”                    | –                            | –                            | 56                           | 26                           | –                            | 41                           | 4                            | 3                            | 4                            | 42                           | 2                            | 31                           |                                                                                                  | Silver Side Up        |
| 2002 | „Never Again”                | –                            | –                            | –                            | –                            | –                            | –                            | –                            | –                            | 30                           | –                            | 1                            | –                            |                                                                                                  | Silver Side Up        |
| 2003 | „Someday”                    | –                            | 1                            | 4                            | 11                           | 61                           | 26                           | 9                            | 14                           | 6                            | 7                            | 2                            | 1                            | - AUS: platyna - US: złoto                                                                       | The Long Road         |
| 2003 | „Figured You Out”            | –                            | –                            | 10                           | –                            | –                            | –                            | –                            | –                            | –                            | 65                           | 1                            | –                            | - AUS: złoto - US: złoto                                                                         | The Long Road         |
| 2004 | „Feelin' Way Too Damn Good”  | –                            | –                            | 40                           | –                            | –                            | 95                           | –                            | –                            | 39                           | 48                           | 3                            | 12                           |                                                                                                  | The Long Road         |
| 2004 | „Because of You”             | –                            | –                            | –                            | –                            | –                            | –                            | –                            | –                            | –                            | –                            | 7                            | –                            |                                                                                                  | The Long Road         |
| 2004 | „See You at the Show”        | –                            | –                            | –                            | –                            | –                            | 82                           | –                            | –                            | –                            | –                            | –                            | –                            |                                                                                                  | The Long Road         |
| 2005 | „Photograph”                 | –                            | 1                            | 3                            | 2                            | –                            | 18                           | 4                            | 27                           | 18                           | 2                            | 1                            | 1                            | - AUS: złoto - CAN: platyna - UK: srebro - US: złoto                                             | All the Right Reasons |
| 2005 | „Animals”                    | –                            | –                            | 27                           | –                            | –                            | –                            | –                            | –                            | –                            | 97                           | 1                            | –                            |                                                                                                  | All the Right Reasons |
| 2006 | „Savin' Me”                  | –                            | 2                            | 18                           | 43                           | –                            | 72                           | 9                            | 82                           | –                            | 19                           | 16                           | 2                            |                                                                                                  | All the Right Reasons |
| 2006 | „Far Away”                   | –                            | 50                           | 2                            | 22                           | –                            | 25                           | 2                            | 41                           | 40                           | 8                            | –                            | 1                            | - AUS: złoto                                                                                     | All the Right Reasons |
| 2006 | „Rockstar”                   | –                            | 39                           | 60                           | 5                            | –                            | 23                           | –                            | 14                           | 2                            | 6                            | 4                            | 6                            | - UK: platyna                                                                                    | All the Right Reasons |
| 2006 | „If Everyone Cared”          | –                            | 7                            | 32                           | 12                           | –                            | 21                           | –                            | 19                           | –                            | 17                           | 37                           | 1                            |                                                                                                  | All the Right Reasons |
| 2007 | „Side of a Bullet”           | –                            | –                            | –                            | –                            | –                            | –                            | –                            | –                            | –                            | –                            | 7                            | –                            |                                                                                                  | All the Right Reasons |
| 2008 | „Gotta Be Somebody”          | –                            | 4                            | 14                           | 10                           | –                            | 6                            | 24                           | 19                           | 17                           | 10                           | 9                            | 1                            | - AUS: platyna                                                                                   | Dark Horse            |
| 2008 | „Something in Your Mouth”    | –                            | 48                           | –                            | –                            | –                            | –                            | –                            | –                            | –                            | 96                           | 1                            | –                            |                                                                                                  | Dark Horse            |
| 2008 | „If Today Was Your Last Day” | –                            | 7                            | 26                           | 31                           | –                            | 31                           | –                            | 30                           | 64                           | 19                           | 32                           | 2                            | - AUS: złoto                                                                                     | Dark Horse            |
| 2009 | „I'd Come for You”           | –                            | 29                           | 22                           | 37                           | –                            | 39                           | –                            | 38                           | 76                           | 44                           | –                            | –                            |                                                                                                  | Dark Horse            |
| 2009 | „Burn It to the Ground”      | –                            | 37                           | –                            | –                            | –                            | 65                           | –                            | –                            | –                            | –                            | 3                            | –                            |                                                                                                  | Dark Horse            |
| 2009 | „Never Gonna Be Alone”       | –                            | 25                           | 64                           | 73                           | –                            | –                            | –                            | –                            | –                            | 58                           | –                            | 5                            |                                                                                                  | Dark Horse            |
| 2009 | „Shakin’ Hands”              | –                            | 49                           | –                            | –                            | –                            | –                            | –                            | –                            | –                            | –                            | 11                           | –                            |                                                                                                  | Dark Horse            |
| 2010 | „This Afternoon”             | –                            | 16                           | 27                           | 27                           | –                            | 29                           | –                            | 69                           | 29                           | 34                           | –                            | 4                            | - AUS: złoto                                                                                     | Dark Horse            |
| 2011 | „We Must Stand Together”     | 5                            | 10                           | 20                           | 8                            | –                            | 6                            | –                            | 6                            | 41                           | 44                           | –                            | 12                           | - AUS: platyna - CAN: platyna - GER: złoto - SWI: złoto                                          | Here and Now          |
| 2011 | „Bottoms Up”                 | –                            | 31                           | –                            | –                            | –                            | –                            | –                            | –                            | –                            | –                            | 2                            | –                            |                                                                                                  | Here and Now          |
| 2012 | „This Means War”             | –                            | –                            | –                            | –                            | –                            | –                            | –                            | –                            | –                            | –                            | 6                            | –                            |                                                                                                  | Here and Now          |
| 2012 | „Lullaby”                    | 1                            | 52                           | 58                           | 27                           | –                            | 36                           | –                            | 45                           | –                            | 89                           | –                            | 15                           | - AUS: złoto - CAN: złoto                                                                        | Here and Now          |
| 2012 | „Trying Not to Love You”     | 4                            | 93                           | 66                           | 67                           | –                            | –                            | –                            | –                            | –                            | –                            | –                            | –                            |                                                                                                  | Here and Now          |

## Teledyski
| Rok  | Tytuł                        | Reżyser              |
| ---- | ---------------------------- | -------------------- |
| 1996 | „Fly”                        |                      |
| 2000 | „Leader of Men”              | Ulf Buddensieck      |
| 2000 | „Old Enough”                 | James Cooper         |
| 2000 | „Worthy to Say”              |                      |
| 2001 | „How You Remind Me”          | The Brothers Strause |
| 2002 | „Too Bad”                    | Nigel Dick           |
| 2002 | „Never Again”                | Nigel Dick           |
| 2003 | „Someday”                    | Nigel Dick           |
| 2004 | „Figured You Out”            | Uwe Flade            |
| 2004 | „Feelin' Way Too Damn Good”  | Martin Weisz         |
| 2005 | „Photograph”                 | Nigel Dick           |
| 2006 | „Savin' Me”                  | Nigel Dick           |
| 2006 | „Far Away”                   | Nigel Dick           |
| 2007 | „If Everyone Cared”          | Dori Oskowitz        |
| 2007 | „Rockstar”                   | Dori Oskowitz        |
| 2008 | „Gotta Be Somebody”          | Nigel Dick           |
| 2009 | „I'd Come for You”           | Nigel Dick           |
| 2009 | „If Today Was Your Last Day” | Nigel Dick           |
| 2009 | „Burn It to the Ground”      | Nigel Dick           |
| 2009 | „Never Gonna Be Alone”       | Nigel Dick           |
| 2010 | „This Afternoon”             | Nigel Dick           |
| 2011 | „We Must Stand Together”     | Justin Francis       |
| 2012 | „Lullaby”                    | Nigel Dick           |
| 2012 | „This Means War”             |                      |
| 2012 | „Trying Not to Love You”     | Bill Fishman         |